# Arno Nadel
Arno Nadel (født 5. oktober 1878 i Vilnius, Det Russiske Kejserrige; død marts 1943 i Auschwitz koncentrationslejr) var en litauisk musikforsker, komponist, dramatiker, digter og maler.
Nadel emigrerede 1890 til Tyskland, slog sig 1895 ned i Berlin og blev 1916 korleder dér for det jødiske samfund.
Han er bedst kendt for sit arbejde som musikforsker og for sine transskriptioner og tilpasninger af jødisk traditionel og liturgisk musik.
Nadel skrev i forskellige tidsskrfter, blandt andet i Ost und West(en) der søgte at bygge bro mellem jøder i øst og vest.
1942 blev han tvunget til at arbejde på nazisternes Reichssicherheitshauptamt,
og marts 1943 blev ægteparret Nadel deporteret til Auschwitz og ombragt.
| - Arno Nadel portrætteret - Hugo Krahn: Arno Nadel i 1917 - Selvportræt, 1926 - Selvportræt, pastel 1930 eller før |

| - Plakater - Das jüdische Volkslied, 1916 - Jontefflieder, 1919 (Dedikation til Boas Bischofswerder(en), 1937) - Værkoversigt, 1921 - Der Dybuk, 1921 - "Heiliges Proletariat. Fünf Bücher der Freiheit und der Liebe", 1924 - Das jüdische Lied, Bechsteinsaal, 1931 |

| - Andre værker - Billede af fru Brieger, 1929 - Mand med lyserød hånd, før 1938 - Beethovens dødsmaske, før 1938 - Japansk kvinde, før 1938 - Der Dybuk Chanan(de) (ukendt dato) - Benjamin Zuskin(en) som købmanden Sender i Der Dibbuk(de) (ukendt dato) - Der Dybuk(c) (ukendt dato) - Exlibris (ukendt dato) - Fritz Grünbaum(no) (ukendt dato) |